# Sagaredscho

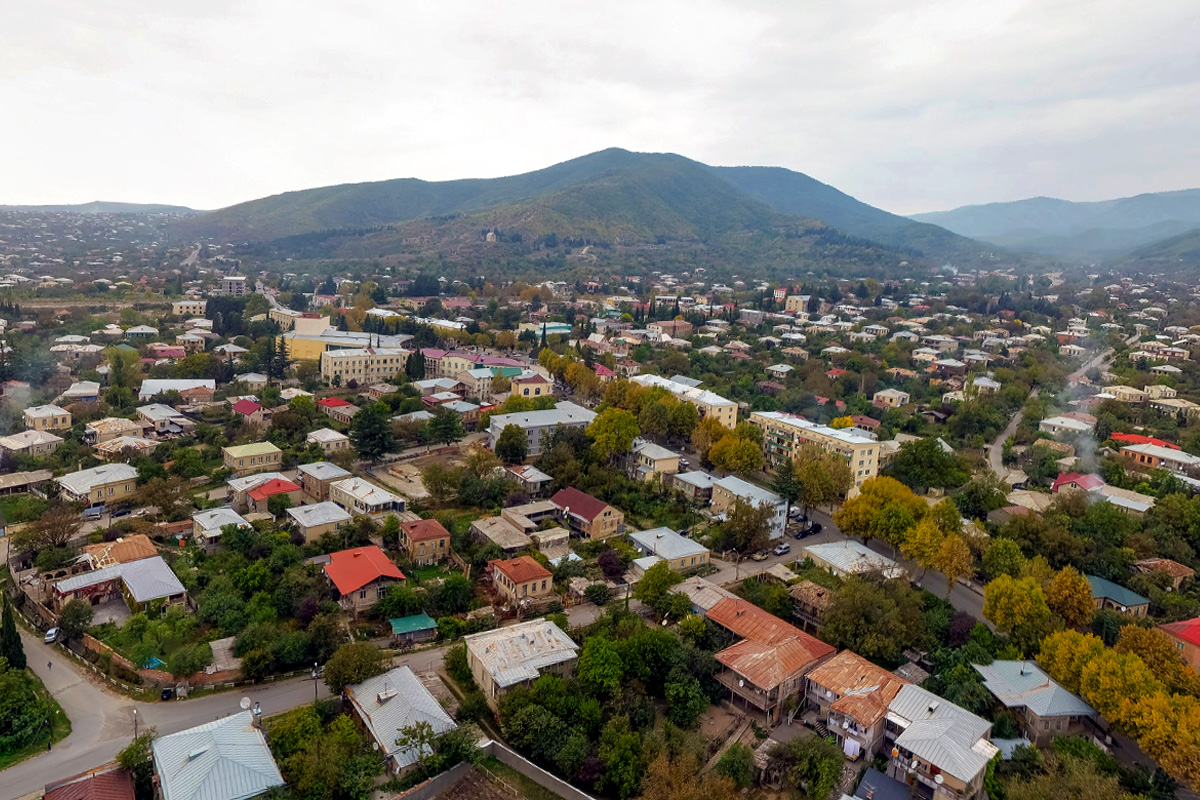
Sagaredscho

Sagaredscho (georgisch საგარეჯო) oder Sagarejo ist eine Stadt im Osten Georgiens, in der Region Kachetien.
Sie ist Verwaltungssitz der gleichnamigen Munizipalität Sagaredscho und hat 10.871 Einwohner (2014).

## Lage

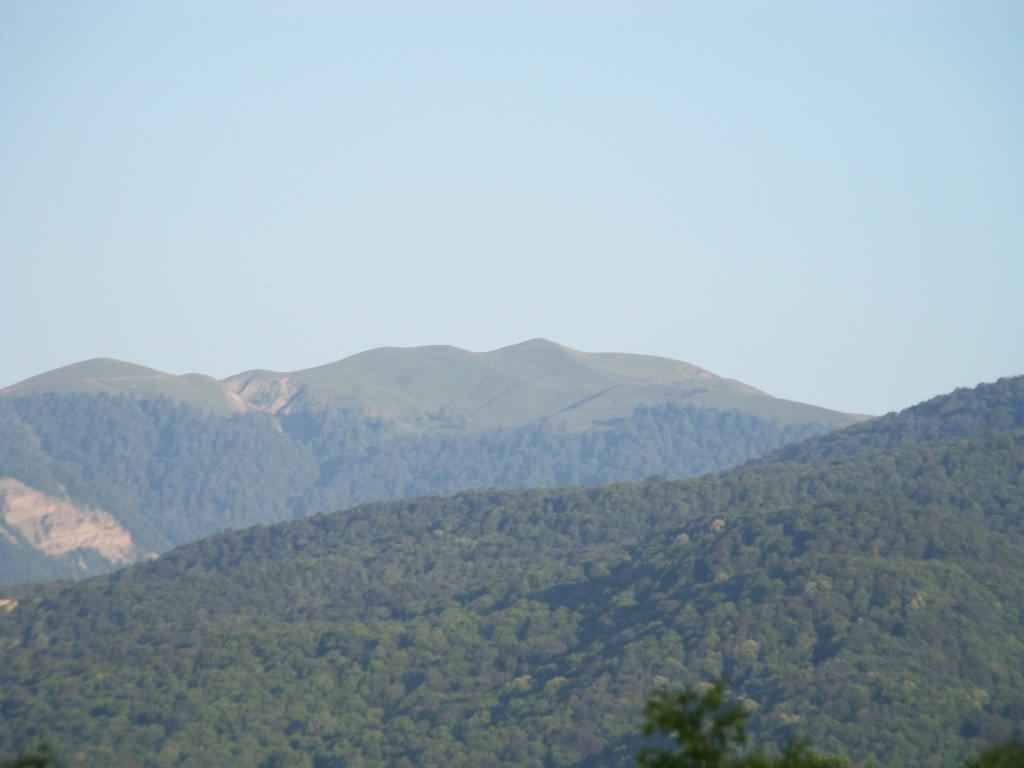
Der Ziwi unweit Sagaredscho

Sagaredscho liegt knapp 50 Kilometer Luftlinie östlich der Landeshauptstadt Tiflis und 25 Kilometer südwestlich der Regionshauptstadt Telawi am südwestlichen Fuße des Gombori-Kamms (georgisch გომბორის ქედი, Gomboris Kedi), der quer durch Kachetien verläuft und der sich zwischen dem weiten Tal des Alasani im Nordosten und dem sich südwestlich erstreckenden vom Iori durchflossenen mittelgebirgsartigen Iori-Hochland erstreckt. Etwa zehn Kilometer nördlich von Sagaredscho, bereits auf dem Territorium der benachbarten Munizipalität Telawi, erreicht der Gombori-Gebirgszug mit dem Ziwi seine größte Höhe von 1991 m. Vom linken Ufer des Iori ist das Stadtzentrum gut vier Kilometer entfernt.

## Geschichte
Der Ort wurde erstmals im 11. Jahrhundert unter dem Namen Twali (wörtlich „Auge“) erwähnt und traditionell als Hauptort des historischen Gebietes Außerkachetien (Gare Kacheti) angesehen. Ab dem 14./15. Jahrhundert gehörte er dem weiter südlich gelegenen georgisch-orthodoxen Kloster Dawit Garedscha, worauf er ab dem 17./18. Jahrhundert als Twal-Sagaredscho (etwa „Twal, besessen von Garedscha“) bezeichnet wurde. Im 19. Jahrhundert wurde der Name auf den heutigen verkürzt.
In der sowjetischen Periode wurde Sagaredscho Verwaltungszentrum eines gleichnamigen Rajons mit dem Status eines Selo, bevor 1962 die Stadtrechte verliehen wurden.
Einwohnerentwicklung
| Jahr | Einwohner |
| ---- | --------- |
| 1897 | 4.359     |
| 1939 | 6.872     |
| 1959 | 8.074     |
| 1970 | 9.985     |
| 1979 | 11.661    |
| 1989 | 14.563    |
| 2002 | 11.920    |
| 2009 | 10.871    |

Anmerkung: Volkszählungsdaten

## Kultur und Sehenswürdigkeiten
In Sagaredscho als Sitz einer der Eparchien der Georgischen Orthodoxen Apostelkirche befinden sich mehrere alte Kirchen. Die Stadt besitzt ein Heimatmuseum.
Von der Stadt führt eine zwölf Kilometer lange, serpentinenreiche Straße zum in über 1600 m Höhe gelegenen Erholungs- und Luftkurort Koda (auch Ziwi-Koda).

## Wirtschaft und Infrastruktur
In Sagaredscho gibt es Betriebe der Lebensmittelindustrie (Wein, Konserven, Molkereiprodukte) sowie der Baumaterialienwirtschaft.
Die Stadt liegt an der 1915 eröffneten und auf diesem Abschnitt 1964 mit 3000 Volt Gleichstrom elektrifizierten Eisenbahnstrecke von Tiflis nach Telawi (Streckenkilometer 48; Bahnhof in einem Ortsteil vier Kilometer südöstlich des Stadtzentrums). Südlich wird Sagaredscho von der Fernstraße S5 umgangen, die Tiflis weiter über Znori mit der aserbaidschanischen Grenze bei Lagodechi verbindet.

## Söhne und Töchter der Stadt
- Giwi Qandareli (1933–2006), Maler und Bildwirker
- Mikheil Archvadze (1945–2011), Ringer, Oberst, Mäzenat
- Lewan Tediaschwili (1948–2024), Ringer und Politiker
- Dawit Gurgenidse (* 1953), Schachspieler
- Giorgi Rewasischwili (* 1974), Judoka
- Dawit Chuzischwili (* 1990), Ringer
- Goga Bitadze (* 1999), Basketballspieler